# 노이지들러호

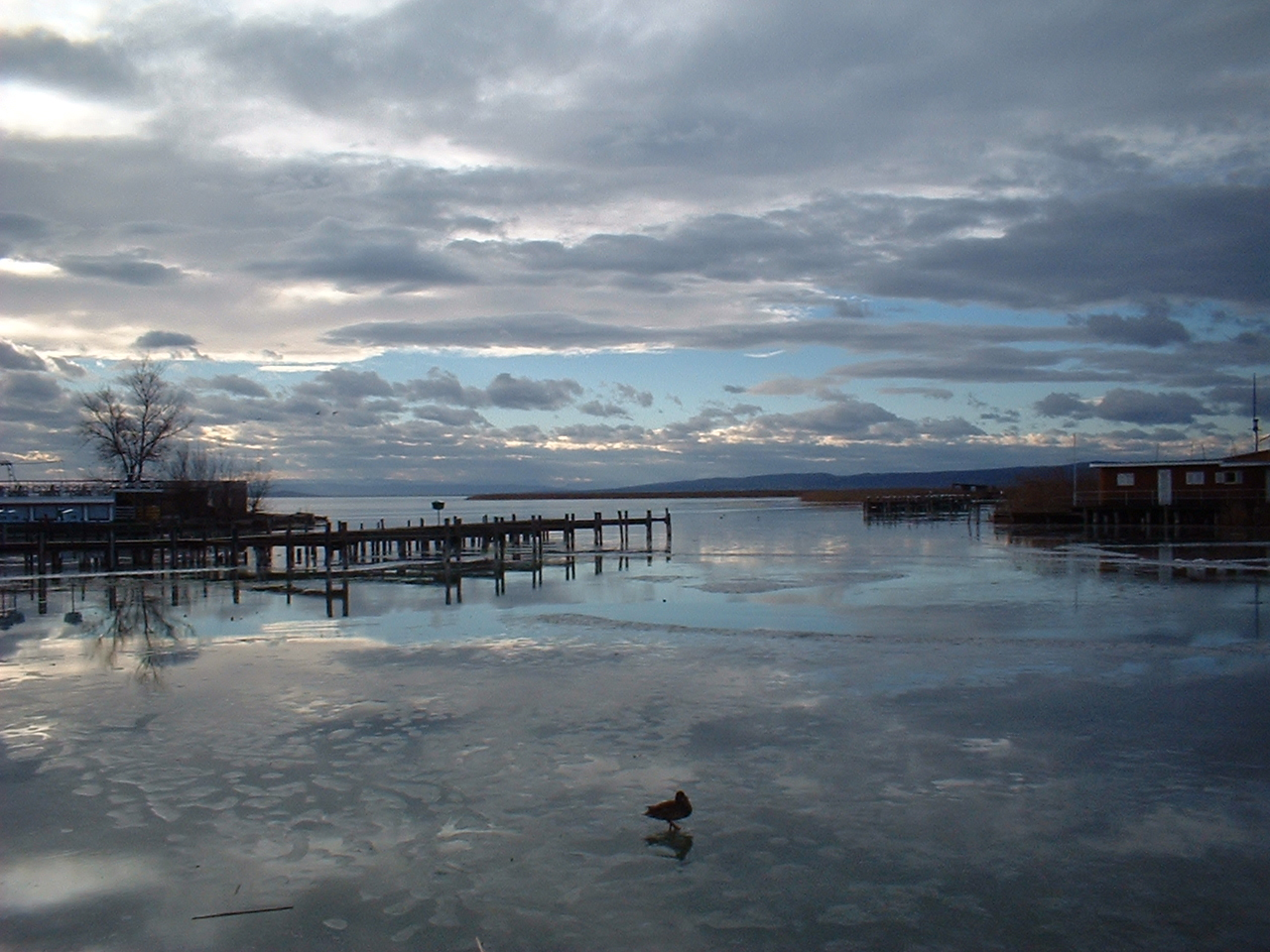
노이지들러 호

노이지들러 호(독일어: Neusiedler See) 또는 페르퇴 호(헝가리어: Fertő tó)는 오스트리아와 헝가리의 국경에 있는 호수로 중앙유럽에서는 두 번째로 큰 내륙호이다. 호수의 전체 면적은 315km2이다. 이 가운데 240km2는 오스트리아에, 75km2는 헝가리에 속한다. 평균 고도는 아드리아해 수면의 115.45m 위에 있으며 어떤 곳도 1.8m보다 더 깊지 않다.

## 같이 보기
- 오스트리아의 세계유산